# Муслинка
Муслинка — деревня в Бирилюсском районе Красноярского края России. Входит в состав Кирчиженского сельсовета. Находится на правом берегу реки Идет (приток Чулыма), примерно в 35 км к северо-западу от районного центра, села Новобирилюссы, на высоте 180 метров над уровнем моря.

## Население
| 2010 |
| ---- |
| 70   |

Гендерный состав
По данным Всероссийской переписи населения 2010 года 33 мужчины и 37 женщин из 70 чел.

## Улицы
Уличная сеть деревни состоит из одной улицы (ул. Центральная).